# 小豆島町立苗羽小学校

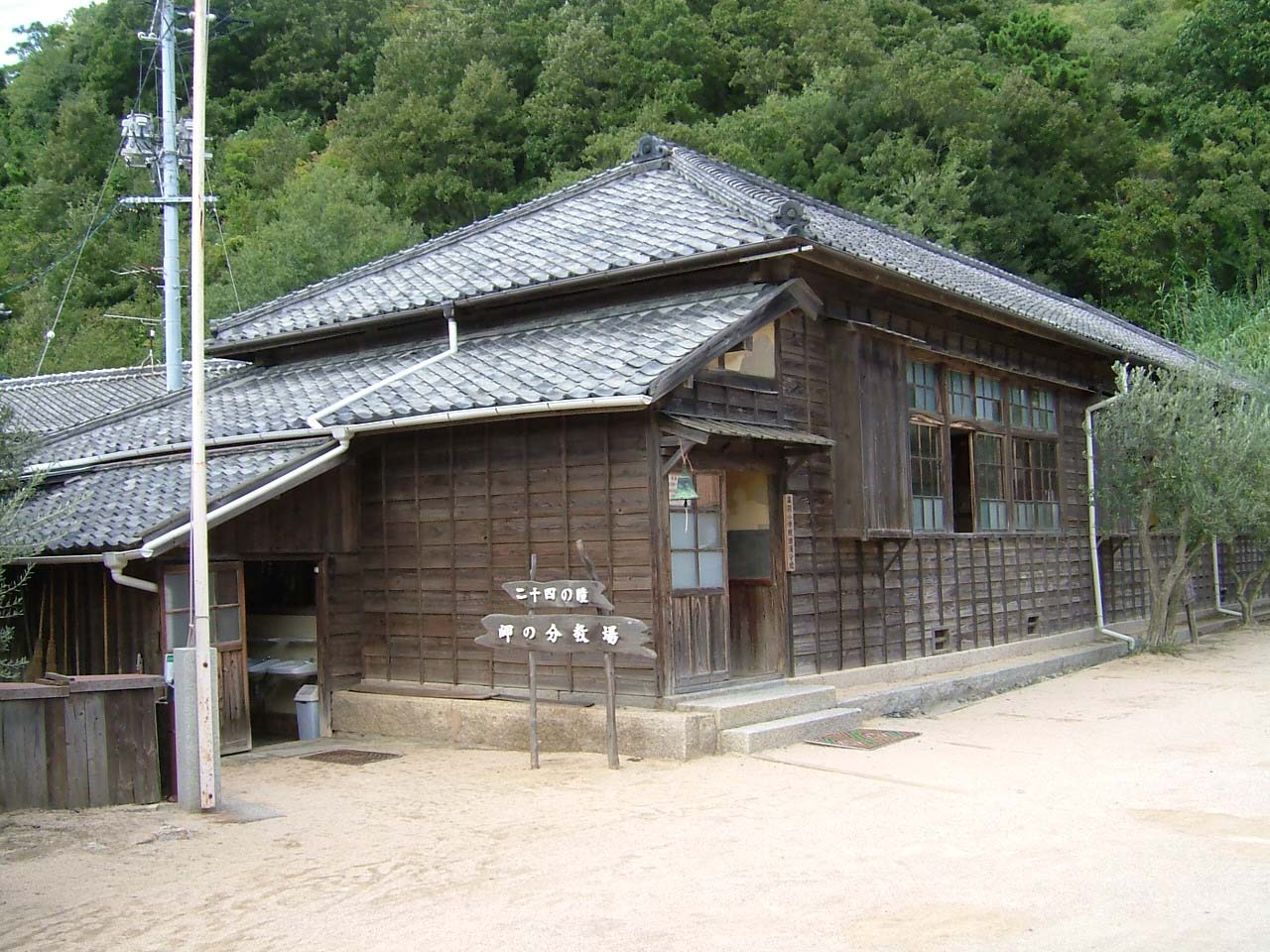
旧田浦分校（岬の分教場）

小豆島町立苗羽小学校（しょうどしまちょうりつ のうましょうがっこう）は、香川県小豆郡小豆島町にある町立小学校である。

## 概要
小豆島町南東部を校区とする。当校学区を中心に小豆島の歴史や魅力について1年を通じて学習する「ひしお学習」に取り組んでいる。1902年8月に田浦尋常小学校として建築され、1971年まで内海町立苗羽小学校（旧）の田浦分教場として使用されていた校舎は、現在「岬の分教場」として公開されている。

## 沿革
小豆島町立苗羽小学校は、1976年、内海町立苗羽小学校（旧）と内海町立坂手小学校との統合により開校した。内海町立苗羽小学校（旧）は、1875年、啓講小学校として開校した。その後、坂手尋常小学校と改称し、堀越尋常小学校、苗羽尋常小学校を併合した。1941年に国民学校令により、苗羽村立苗羽国民学校と改称した。第二次世界大戦降伏後の学制改革によって、苗羽村立苗羽小学校となり、1951年、内海町立苗羽小学校と改称した。内海町立坂手小学校は、1876年、明徳小学校として開校した。その後、1891年、坂手尋常小学校、1941年に国民学校令により、坂手村立坂手国民学校と改称した。第二次世界大戦降伏後の学制改革によって、坂手村立坂手小学校となり、1951年、内海町立坂手小学校と改称した。

### 苗羽小学校（旧）
- 1873年 - 八幡寺黒木内海宅を仮用して開校。同年、堀越小学校が開校する
- 1874年 - 田浦小学校が開校する
- 1876年 - 啓講小学校と命名
- 1887年 - 小学校令により苗羽尋常小学校となる
- 1892年 - 小学校令の改正により、堀越小学校は堀越尋常小学校、田浦小学校は田浦尋常小学校となる
- 1895年 - 堀越尋常小学校を田浦尋常小学校の分教場とする
- 1899年 - 堀越分教場の本校を苗羽尋常小学校に変更
- 1903年 - 苗羽尋常小学校堀越分教場を堀越尋常小学校とする
- 1907年 - 小学校令改正により尋常科の修業年限が６年となる
- 1909年 - 堀越尋常小学校を苗羽尋常小学校の分教場とする
- 1910年 - 田浦尋常小学校を苗羽尋常小学校の分教場とする
- 1913年 - 苗羽尋常小学校田浦分教場に補習科を置く
- 1917年 - 苗羽尋常小学校に農商補習学校を附設する
- 1920年 - 高等科が併設され、苗羽尋常高等小学校と改称
- 1935年 - 青年学校を附設。校章及び男女の制服を制定
- 1941年4月1日 - 国民学校令により苗羽村立苗羽国民学校と改称
- 1947年4月1日 - 学制改革により苗羽村立苗羽小学校と改称
- 1950年 - 校歌を制定
- 1951年4月1日 - 町村合併により内海町立苗羽小学校と改称
- 1959年 - 堀越分教場を廃止する
- 1967年 - 健康優良学校日本一に選出される
- 1971年 - 田浦分教場を廃止する
- 1973年 - 文部省より道徳教育の研究指定をうける
- 1976年4月1日 - 内海町立坂手小学校と統合

### 坂手小学校
- 1873年 - 観音寺を仮用して開校する
- 1876年 - 明徳小学校と命名
- 1887年 - 坂手簡易小学校（小学簡易科坂手校）となる
- 1891年 - 小学校令の改正により坂手尋常小学校となる
- 1907年 - 小学校令の改正により尋常科の修業年限が６年となる
- 1913年 - 坂手尋常小学校に実業補習学校を附設
- 1935年 - 青年学校を附設する
- 1941年4月1日 - 国民学校令により坂手村立坂手国民学校と改称
- 1947年4月1日 - 学制改革により坂手村立坂手小学校と改称
- 1951年4月1日 - 町村合併により内海町立坂手小学校と改称
- 1962年 - 豊中市立野田小学校と交歓会を開始（1971年まで）
- 1976年4月1日 - 内海町立苗羽小学校と統合

### 苗羽小学校
- 1976年
  - 4月1日 - 内海町立坂手小学校と内海町立苗羽小学校が統合し、内海町立苗羽小学校が発足
  - 9月10日 - 台風17号水害により５日間臨時休業する
- 1978年3月23日 -  新校旗授与式
- 1987年1月29日 - 学校給食優良学校賞受賞
- 1993年10月20日 - 第48回国民体育大会炬火（きょか）採火式に音楽部が参加する
- 1994年3月1日 - 東京都中野区立若宮小学校と姉妹校提携調印式を行う
- 1997年
  - 1月16日 - 香川県よい歯の学校県一位
  - 3月27日 - 音楽教育振興賞受賞
  - 4月29日 - 香川県学校緑化コンク－ルで優秀賞受賞
  - 10月28日 - 香川県警察本部長香川県交通安全協会長賞受賞
- 1999年 2月26日 - 音楽教育研究発表会
- 2005年
  - 1月20日 - 特色ある健康づくり実践学校表彰を香川県学校保健会から受ける
- 2006年3月21日 - 町村合併により、小豆島町立苗羽小学校と改称
- 2010年4月23日 - 子どもの読書活動優秀実践校文部科学大臣表彰
- 2011年1月20日 - 特色ある健康づくり実践学校表彰を香川県学校保健会より受ける
- 2012年10月26日 - 香川県交通安全県民大会表彰

## 教育目標
心豊かで、たくましく　よく考える　子どもの育成

## 学校行事
| - 4月 始業式 ・ 入学式 - 5月 運動会 - 6月 | - 7月 終業式 - 8月 たそがれコンサート - 9月 始業式 ・ 修学旅行 | - 10月 - 11月 マラソン大会 - 12月 終業式 | - 1月 始業式 - 2月 苗っ子フェスティバル - 3月 終業式 ・ 卒業式 |

## 児童会活動
- 音楽部 - 1948年、苗羽小学校音楽部（早苗会）として発足した。全国学校合奏コンクールで、四国最優秀賞を、MBSこども音楽コンクールで西日本最優秀賞を受賞した。

## 通学区域
- 小豆島町
  - 馬木（うまき）
  - 苗羽（のうま）
  - 古江（ふるえ）
  - 堀越（ほりこし）
  - 田浦（たのうら）
  - 坂手（さかて）[2]

## 進学先中学校
- 小豆島町立小豆島中学校

## 校区内の主な施設
- 二十四の瞳映画村
- 醤の郷
- 坂手港

## 交通
小豆島オリーブバス 苗羽バス停から徒歩１分

## 関係者

### 出身者
- 壺井栄（小説家、坂手尋常小学校卒業）

## 通学区域が隣接している学校
- 小豆島町立安田小学校
- 小豆島町立星城小学校 （海を挟んで隣接。）
- 小豆島町立池田小学校 （海を挟んで隣接。）